# Ландека, Ива
Ива Ландека (хорв. Iva Landeka, родилась 3 октября 1989 в Посушье) — хорватская футболистка боснийского происхождения, полузащитница шведского клуба «Монпелье». Рекордсмен сборной Хорватии по количеству игру (96 матчей).

## Карьера

### Клубная
Воспитанница школы клуба «Динамо Максимир», дебютировав в основном составе клуба в 2005 году. 28 января 2008 в зимнее трансферное окно перебралась в австрийский «Санкт-Вайт», за который провела 13 игр и забила 7 голов. В августе того же года покинула «Санкт-Вайт» и ушла в «Келаг Кернтен». 8 февраля 2011 Ива покинула Австрию и перешла в стан чемпионок Польши — команду «Уния» из Рацибужа, с которой играла в Лиге чемпионов УЕФА. 21 января 2012 Ландека перешла в немецкий клуб «Йена», дебютировав в матче 12-го тура Бундеслиги против «Вольфсбурга», который завершился разгромным поражением «Йены» со счётом 0:7.

### В сборной
В сборной Хорватии Ива провела 45 игр и забила 4 гола.

## Семья
В семье Ивы также есть футболисты: родной брат Давор, игрок швейцарского «Грассхоппера», и двоюродный брат Иосип, игрок немецкого «Кемницера».